# 提供舒適行動
提供舒適行動是由美軍及多國聯軍於1991年4月開始為波斯灣戰爭後後逃離伊拉克北部的庫德族難民提供保護，並向他們提供人道主義援助。為幫助實現這一目標而設立的禁航區制度成為允許庫德自治區發展的主要因素之一。
提供舒適行動第二階段（Operation Provide Comfort II）在1991年7月24日進行，這軍事任務是防止伊拉克對庫爾德人的侵略。伊拉克軍隊於1991年10月從庫德族地區撤出，